# Cardamine calthifolia
Cardamine calthifolia är en korsblommig växtart som beskrevs av Leveille. Cardamine calthifolia ingår i släktet bräsmor, och familjen korsblommiga växter. Inga underarter finns listade i Catalogue of Life.